# Indigo (farvestof)
|  | Sammenskrivningsforslag Artiklerne Indigo, Indigo (farvestof) er foreslået sammenskrevet. (Siden maj 2018) Diskutér forslaget |

Indigo er en organisk forbindelse med en karakteristisk blå farve (se indigo). Historisk er farvestoffet indigo blevet udvundet fra indigoplanter, en proces der var økonomisk vigtig, idet blå farvestoffer tidligere var sjældne. I dag foregår en stor del af verdens produktion af indigo ved kemisk syntese. Indigo kan fremstilles kemisk ved oxidation af indoxyl.
Indigos blå farve forbindes ofte med cowboybukser.